# 横江怜
横江 怜（よこえ れお、1983年6月13日 - ）は、東京都出身のフットサル選手。ポジションはアラ/フィクソ。2007年に代々木体育館で開幕した日本フットサルリーグ、通称FリーグにPESCADOLA町田の選手として開幕戦からピッチに立ちゴールを取り、そのシーズンに21得点をあげFリーグの得点王となり、その直後のスペイン遠征でフットサル日本代表デビュー。Fリーグ通算333試合出場。2020年引退。現在、日本サッカー協会JFAのフットサル委員に就任し、ABEMAにてFリーグの解説者。視覚障がいの子供たち向けに全国でイベントを行うなど、フットサルの普及活動を積極に行なっている。

## 経歴
小学校からサッカーを始める。6年生では日本代表としてアメリカ遠征。中学時代はJリーグJEF千葉のジュニアユースに所属、中学3年生で全国大会で優勝した。駒沢高校で高校サッカーを経験し、選手権後にフットサルの門を叩くと20歳でフットサル日本代表候補合宿に招集された。 。
日本フットサルリーグ初年度の2007-08シーズン、第1節のシュライカー大阪戦でボレーシュートを決めて初得点を挙げると、第5節から第11節まで7試合連続得点のリーグ記録を作り、最終的に18試合21得点でFリーグの初代得点王に輝いた。ポジションはアラやフィクソであるが、第2PKでリーグ断トツの9得点を稼いだことが得点王に繋がった。その年に日本代表としてデビュー。
2010年にはフットサル日本代表として2010 AFCフットサル選手権に出場するメンバーに選ばれた。
2014年9月21日のデウソン神戸戦ではFリーグ通算100得点を達成した。2015年1月31日のバサジィ大分戦ではFリーグ通算200試合出場を達成した。通算6人目。2014-15シーズンは30試合に出場してリーグ11位の16得点を決め、うち第2PKではリーグトップの6得点を決めた。そのシーズンにチーム史上初となる全日本フットサル選手権大会の決勝でもゴールを決めて優勝し、日本一となった。2018年10月20日にFリーグ通算300試合出場を達成した。移籍をせずに同一クラブで達成はリーグ史上初の記録。
2020年に通算333試合出場でFリーグから引退。その後は日本サッカー協会JFAのフットサル委員に就任。ABEMAのFリーグ解説者としても活躍。JFAの100周年記念表彰で功労賞受賞。全国で視覚障がいの子供たちに無料でサッカー教室を開催するなど、日本全国でサッカー、フットサルの普及活動を精力的に行なっている。

## 所属クラブ
- 2002-2006 GALO FC TOKYO
- 2006-2020 カスカヴェウ/ペスカドーラ町田

## 代表歴
- フットサル日本代表
- AFCフットサル選手権: 2010
- Uー23フットサル日本代表

## タイトル
- Fリーグベスト5(1) : 2007-08
- Fリーグ得点王(1) : 2007-08
- 2015年　全日本フットサル選手権大会優勝
- 全国フットサル選抜大会優勝(2005、2006)

## 個人成績
| 国内大会個人成績 | 国内大会個人成績 | 国内大会個人成績 | 国内大会個人成績 | 国内大会個人成績 | 国内大会個人成績 | 国内大会個人成績 | 国内大会個人成績 | 国内大会個人成績 | 国内大会個人成績 | 国内大会個人成績 | 国内大会個人成績 |  |
| 年度             | クラブ           | 背番号           | リーグ           | リーグ戦         | リーグ戦         | リーグ杯         | リーグ杯         | オープン杯       | オープン杯       | 期間通算         | 期間通算         |  |
| 年度             | クラブ           | 背番号           | リーグ           | 出場             | 得点             | 出場             | 得点             | 出場             | 得点             | 出場             | 得点             |  |
| 日本             | 日本             | 日本             | 日本             | リーグ戦         | リーグ戦         | オーシャン杯     | オーシャン杯     | 全日本選手権     | 全日本選手権     | 期間通算         | 期間通算         |  |
| ---------------- | ---------------- | ---------------- | ---------------- | ---------------- | ---------------- | ---------------- | ---------------- | ---------------- | ---------------- | ---------------- | ---------------- |  |
| 2007-08          | 町田             | 9                | Fリーグ          | 18               | 21               |                  |                  |                  |                  |                  |                  |  |
| 2008-09          | 町田             | 9                | Fリーグ          | 21               | 11               |                  |                  |                  |                  |                  |                  |  |
| 2009-10          | 町田             | 9                | Fリーグ          | 25               | 15               |                  |                  |                  |                  |                  |                  |  |
| 2010-11          | 町田             | 9                | Fリーグ          | 25               | 12               |                  |                  |                  |                  |                  |                  |  |
| 2011-12          | 町田             | 9                | Fリーグ          | 27               | 10               | 1                | 0                |                  |                  |                  |                  |  |
| 2012-13          | 町田             | 9                | Fリーグ          | 24               | 11               |                  |                  |                  |                  |                  |                  |  |
| 2013-14          | 町田             | 9                | Fリーグ          | 33               | 14               |                  |                  |                  |                  |                  |                  |  |
| 2014-15          | 町田             | 9                | Fリーグ          | 30               | 16               |                  |                  |                  |                  |                  |                  |  |
| 2015-16          | 町田             | 9                | Fリーグ          | 24               | 6                |                  |                  |                  |                  |                  |                  |  |
| 2016-17          | 町田             | 9                | Fリーグ          | 29               | 10               |                  |                  |                  |                  |                  |                  |  |
| 2017-18          | 町田             | 9                | Fリーグ          | 30               | 5                |                  |                  |                  |                  |                  |                  |  |
| 2017-18          | 町田             | 9                | Fリーグ          | 27               | 1                |                  |                  |                  |                  |                  |                  |  |
| 2017-18          | 町田             | 9                | Fリーグ          | 20               | 2                |                  |                  |                  |                  |                  |                  |  |
| 通算             | 日本             | 日本             | Fリーグ          | 333              | 134              |                  |                  |                  |                  |                  |                  |  |
| 総通算           |                  |                  |                  |                  |                  |                  |                  |                  |                  |                  |                  |  |